# 0973
0973 è il prefisso telefonico del distretto di Lagonegro, appartenente al compartimento di Potenza.
Il distretto comprende la parte meridionale della provincia di Potenza e alcuni comuni della provincia di Salerno. Confina con i distretti di Vallo della Lucania (0974) a ovest, di Sala Consilina (0975) e di Potenza (0971) a nord, di Matera (0835) a est, di Castrovillari (0981) e di Scalea (0985) a sud.

## Aree locali e comuni
Il distretto di Lagonegro comprende 37 comuni inclusi nelle 3 aree locali di Chiaromonte (ex settori di Chiaromonte, Sant'Arcangelo e San Costantino Albanese), Lagonegro (ex settori di Lagonegro, Maratea e Sapri) e Lauria (ex settori di Latronico, Lauria, Rotonda e San Chirico Raparo). I comuni compresi nel distretto sono: Calvera, Carbone, Casaletto Spartano (SA), Castelluccio Inferiore, Castelluccio Superiore, Castelsaraceno, Castronuovo di Sant'Andrea, Cersosimo, Chiaromonte, Episcopia, Fardella, Francavilla in Sinni, Ispani (SA), Lagonegro, Latronico, Lauria, Maratea, Nemoli, Noepoli, Rivello, Roccanova, Rotonda, San Chirico Raparo, San Costantino Albanese, San Martino d'Agri, San Paolo Albanese, San Severino Lucano, Sant'Arcangelo, Sapri (SA), Senise, Teana, Terranova di Pollino, Torraca (SA), Tortorella (SA), Trecchina, Vibonati (SA) e Viggianello.